# Санш VI Гійом
Санш VI Гійом (баск.: Antso Gilen, гаск.: Sans Guilhem; д/н — 4 жовтня 1032) — герцог Гасконі та граф Бордо в 1009—1032 роках.

## Життєпис
Походив з династії Гатонідів (Гасконського дому). Другий син Вільгельма II, герцога Гасконі, та Урраки Наваррської. Дитинство провів при дворі свого діда наваррського короля Санчо III. Перша письмова згадка про Санша відноситься до 993 року — в хартії щодо відновлення монастиря Сен-Север.
1009 року після смерті старшого брата Бернара I успадкував владу в Гасконі. 1010 року знайдено й урочисто перенесено рештки Іоанна Хрестителя до монастиря Сен-Жан-де-Анджелі, в чому брав участь герцог. 1011 року підписав статут Кондомського монастиря. Намагався відновити єдність Гасконського герцогства, проте без особливого успіху. Водночас мав союзницькі стосунки з Наваррою, якій допомагав у боротьбі з мусульманськими тайфами Піренейського півострова. 1016 року влаштував шлюб своєї сестри Бріски з Вільгельмом V, герцогом Аквітанії.
1022 року заснував монастир Сен-Пе-де-Женере в єпархії Тарбе. 1028 року спільно з Вільгельмом V, герцогом Аквітанії, поставив Готдріда II архієпископом Бордо. Водночас не перешкоджав поширенню катарів у своїх володіннях. Також уклав угоду з Санчо III, королем Наварри, завдяки чому було створено Шлях Святого Якова для пілігримів, які рухалися з Гасконі до Галісії, де розташовувався Сантьяго-де-Компостела.
Помер 1032 року. Невдовзі після цього почалася боротьба за герцогство між Одо, герцогом Аквітанії, та Берегнгером Ангулемським.

## Родина
Дружина — Уррака, донька Санчо I, графа Кастилії.
Діти:
- Гарсія (д/н—1020)
- Алоїзія (д/н—1031) — дружина Алдуїна II, графа Ангулема